# Vasaätten
Vasaätten var en svensk adelsätt med ursprung i Uppland. Ätten uppsteg med Gustav Eriksson på Sveriges tron, och med Sigismund på Polens; medlemmar satt på Sveriges tron 1523–1654 och på Polens 1584–1668. Ätten utslocknade på svärdssidan genom den polske kungen Johan II Kasimirs död 1672 och på spinnsidan med drottning Kristinas död 1689.
Sveriges Riddarhus grundades 1625, varför Vasaätten aldrig introducerades på Riddarhuset som adelsätt eftersom den enda levande svenska manlige medlemmen var kung Gustav II Adolf. De oäkta grenarna Vasaborg och Gyllenhielm blev dock introducerade.
Flera döttrar till medlemmar giftes in i andra furstliga och adliga ätter och även senare svenska kungligheter har därför kunnat räkna släktskap med Vasaätten.

## Vasanamnet och vapnet

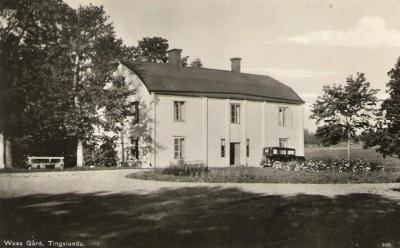
Vykort från 1936 med nutida manbyggnad på Vasa gård i Skepptuna.

Vasa är det kanske mest internationellt kända namnet för en svensk ätt, men ursprunget till namnet är omstritt. Det uppträder första gången i genealogiska handlingar från andra halvan av 1500-talet.
Det användes dock ursprungligen inte som efternamn; exempelvis är namnformen Gustav Eriksson Vasa belagd tidigast 1618, medan Gustav Vasa är belagd i Sverige tidigast 1739. Namnet fick antagligen sitt egentliga genombrott först med operan Gustaf Wasa, uruppförd 1786. Före trontillträdet benämndes kungen såväl av sig själv som av sin samtid enbart Gustav Eriksson, där Eriksson är ett patronymikon och inte ett släktnamn.
Namnet kommer från vapenmärket med en så kallad vase, vilken avser ett knippe av ris eller grenar, på fornsvenska vasi. Ordet förekommer i modern svenska i ord som risvase och stormvase. Ordets etymologi bortom det är oklar men det har kopplats samman med latinets fasces, plural för fascis, som betyder "bunt" eller "knippa", även om denna koppling är omdiskuterad.
Vapenbilden har dock haft varierande utseenden genom århundraden (se mer nedan), och man har därför tidigare även satt namnet i samband med Vasa gård i Skepptuna i nuvarande Sigtuna kommun, som var i släktens ägo redan på Nils Kettilssons tid. Namnet har möjligen haft inverkan på vapenbilden som mer och mer kommit att likna ett risknippe.
Namnet Wasa eller Vasa är belagt sedan slutet av 1500-talet bland annat som namn på kungliga svenska regalskepp, en beteckning under den svenska stormaktstiden för flottans största skepp. Wasa eller Vasa bars av flera fartyg under 1500-talet och 1600-talet: bland andra för ett regalskepp byggt under 1570-talet; mer känt som Smålandslejonet, Regalskeppet Wasa byggt 1599 och förlist 1623, i modern tid känt som Riksvasa, samt för Regalskeppet Vasa, svenskt örlogsfartyg som kapsejsade på sin jungfruresa 1628, vilket är en indikation om säker användning av namnet Wasa sedan slutet av 1500-talet. Namnet Vasa har senare använts för bland andra staden Vasa, i Österbotten (Finland), där också stadsdelen Gamla Vasa är belägen, det tidigare länet Vasa län, Vasa ekonomiska region, Vasa flygplats, Soinsaari (även benämnd Vasa), samtliga i Finland, samt Vasa församling i Göteborg, för svenska Vasaorden och den svenskamerikanska orden Vasa Order of America, det svenska bageriföretaget Wasabröd, svenska bryggeriföretaget Vasa Bryggeri och svenska försäkringsbolaget Wasa och svenska fastighetsbolaget Vasakronan. Den nuvarande ägaren till Gustav Vasas påstådda födelseplats Rydboholms slott Gustaf Douglas, är ägare till företaget Wasatornet.

### Vasavapnet
De vapenbilder som av ätten fördes under medeltiden har tolkats på många olika sätt; de har bland annat föreslagits föreställa hjälmvippor, byggnadsjärn, liljespiror, liljestavar, schacktorn eller bardisanspetsar.
Drotsen Kristiern Nilsson förde det medeltida vapnet åt höger (heraldiskt vänster) medan riksföreståndaren Kettil Karlsson (Vasa) förde vapnet rakt vertikalt.
Sedan Gustav Eriksson hade blivit kung ändrades vapnet på 1540-talet, till en svart vase på gyllene sköld, som på 1500-talet uppfattades som en sädeskärve eller en ”stormvase” (en risknippa). Kungen slog senare samman sitt fädernevapen med moderns vapen (för Ekaätten) genom vasen fick gyllene tinktur, och på en två gånger styckad sköld i blått, silver och rött (färgernas plats växlande i början). Varför kungen skapade detta vapen är okänt, men det har föreslagits att den gamla högadliga Ekaätten som var mycket betydande under medeltidens två sista århundraden gav kungen större glans, än hans på fädernet lågadliga förfäders ganska anonyma ursprung och vapen. 
Vasavapnet har också sedan Gustav Vasa burits i Sveriges riksvapen med undantag för perioder när regenterna inte varit ättlingar till Vasaätten, och ingår sedan 1810 som hjärtsköld i svenska riksvapnet, efter att ätten Bernadottes första kung i Sverige, Karl XIV Johan adopterades av Karl XIII 1810.. Under Svensk-norska unionen mellan 1818 och 1905 ingick vapnet som hjärtsköld även i Norges riksvapen. Även i Polen användes Vasavapnet i hjärtskölden i Polska riksvapnet av de tre regenter som tillhörde vasaätten, Johan IIIs son Sigismund, och Sigismunds två söner Vladislav IV av Polen och Johan II Kasimir, den sistnämnde slöt Vasaätten på svärdssidan.

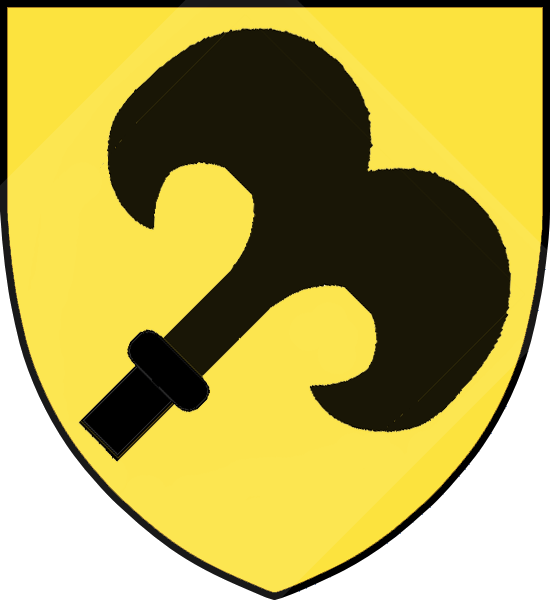
Krister Nilsson (Vasa)s vapen, lutande åt höger.
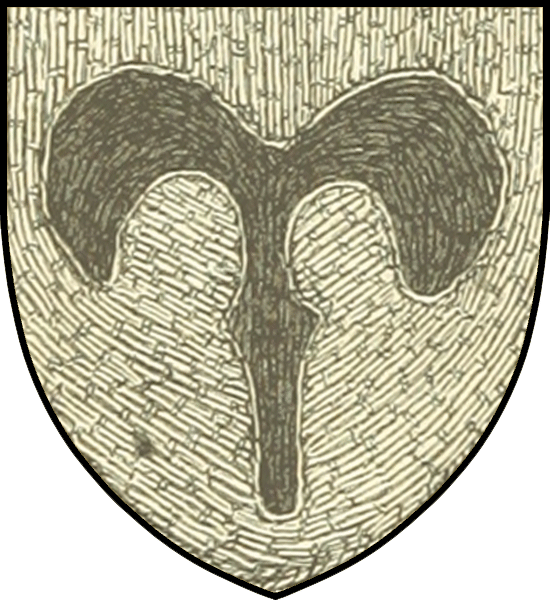
Vapensköld för Kettil Karlsson (Vasa) från "Sveriges Historia från äldsta tid till våra dagar" 1877.
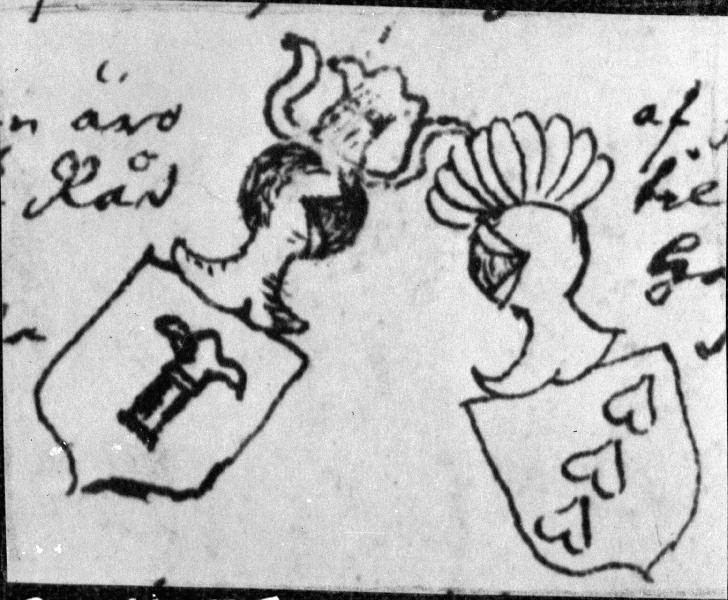
Vasavapnet och äldre Stureättens vapen som kalkmålning i Frötuna kyrka. Foto av teckning i Uppsala Bibliotek.
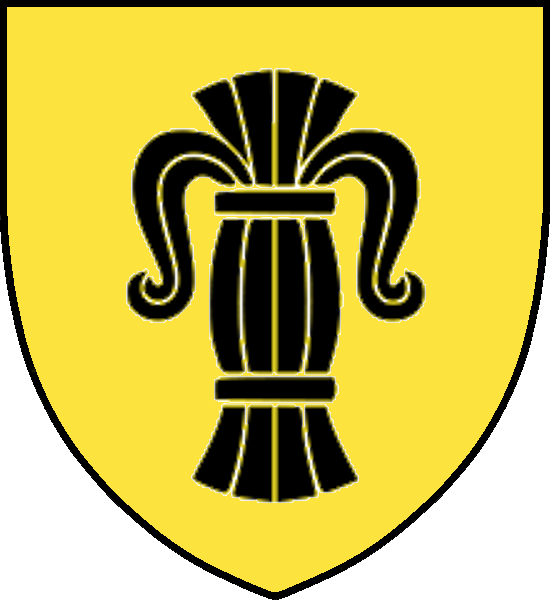
Gustavs vapen tolkat som en vase efter 1540.
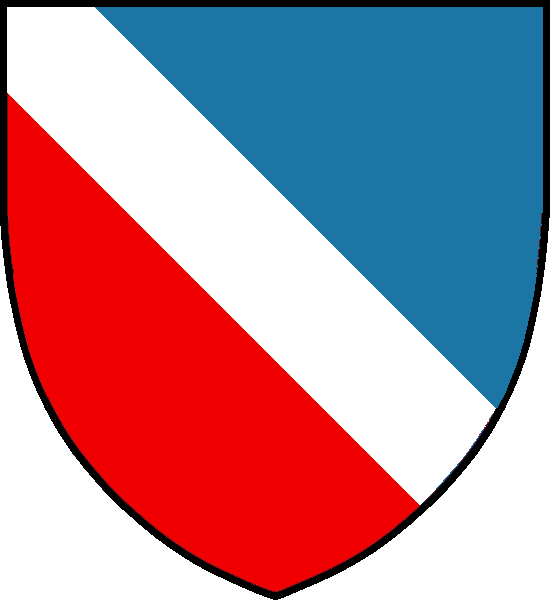
Ekaättens vapen.
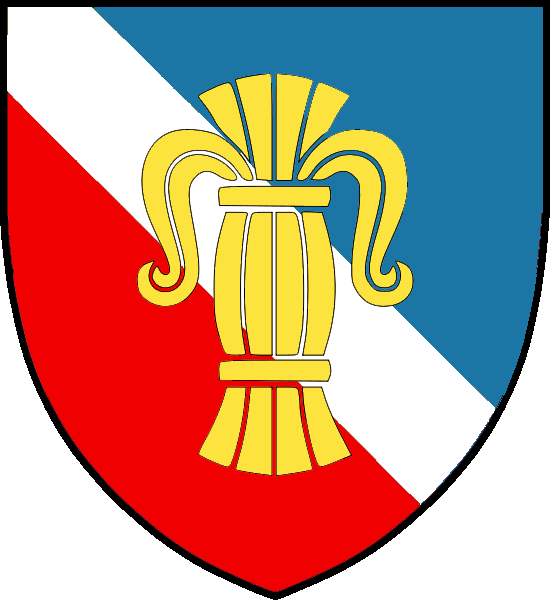
Gustav Vasas kombinerade vapen.
Sveriges nuvarande stora riksvapen med en kluven hjärtsköld, med Vasaättens vase, i hjärtsköldens högra fält och den nuvarande kungaätten Bernadotte (Pontecorvoss vapen samt Karlavagnen; i det vänstra.

## Vasaättens tidiga historia
Vasaätten kan ledas tillbaka till 1300-talets medeltida uppländska lågfrälse, och Gustav Vasas dynastiska inträde i de europeiska kungliga maktskikten sågs inte med odelad glädje av vissa representanter för de gamla europeiska furstehusen, och Gustav Vasa ansågs av dessa vara "en adlig uppkomling på Europas furstliga firmament", som den svenska historikern Lars-Olof Larsson uttrycker saken.
Flera tidiga stamtavlor upprättades över Vasaätten, vilka ifrågasatts och diskuterats. Den äldsta kända stamtavlan, om än endast i avskrift, togs fram av biskop Hans Brask 1512; Rasmus Ludvigsson hävdade även att Kettil Karlsson (Vasa) producerade en år 1450. Brasks släkttavla är grunden för Per Brahe den äldres Genealogica, liksom flera andra genealogier framtagna vid mitten av 1500-talet. Dessa började med en "Karl i Vasa", med sonen Kettil Karlsson, som i sin tur var far till Nils Kettilsson, som är den äldsta kända medlemmen som uppträder i samtida urkunder. Rasmus Ludvigsson utvidgade detta släktträd genom namnkombinationer. Dessa är i stort sett ohållbara, förutom att han gjorde Kristiern från Öland till ättens stamfader.
Kristiern från Öland var fogde i Stockholm. Eftersom namnet annars är nästintill okänt i Sverige vid tiden och på grund av senare uppgifter om släktskap har han ansetts vara släkt med ätten Scherembeke, dock oklart exakt på vilket sätt. Hans dotter Kristina Kristiernsdotter (1282–1349) var gift med Nils Jonsson (Rickebyätten) til Vidbo (ca 1278–före 1319), och blev säker anmoder till Vasaätten via sin sondotter Kristina Jonsdotter (1336–1378), vilken före 1369 gifte sig med Nils Kettilsson (Vasa).

### Ätten Scherembeke
Ätten Scherembeke härstammade enligt Paul Johansen från nuvarande Scharnebeck nordost om Lüneburg. Därifrån spreds ätten bland annat till Danmark och Estland.
Namnet Scherembeke är belagt i svenska riket första gången år 1291. Ätten var i Sverige via gifte, befryndad med svenska medeltida frälseätter, bland andra ätten Pukeätten, Rickebyätten, von Rosen. Krister Nilsson (Vasa) skall ha kallat den tysk-baltiske riddaren Henrik Scherembeke Om vilket översätts till svenskans "frände" eller släkting. Det i Sverige ovanliga förnamnet Cristiern förekom i släkten Scherembeke och Vasaättens svårtolkade vapen liknar i hög grad Scherembeke-vapnet, och Kristiern från Ölands vapen. Om Kristiern Nilsson (Vasa) härstammade från till Sverige invandrade släktingar av ätten Scherembeke så är det naturligt att han förde någon variant av denna ätts vapen, av vilka flera är snarlika de olika vapnen för Vasaätten.

### Nils Kettilsson
Den äldste väl belagde medlemmen av ätten är Nils Kettilsson (Vasa) (död tidigast 1378) som omnämns för första gången 1355. och först som vuxen nämns som väpnare, fogde på slottet Tre Kronor under 1350-talet, och 1367 häradshövding i Frötuna skeppslag i Roslagen.
Under upproret mot Magnus Eriksson, som ledde till att Albrekt av Mecklenburg blev kung i Sverige, stödde Nils Kettilsson den mecklenburgske hertigen Albrekt, åtminstone sedan hans trupper segrat i Sverige, och han gifte sig senast 1369 med Christina Jonsdotter (Rickebyätten) (Kristiern från Ölands dottersons dotter) vilket gav honom insteg i den svenska högadeln. Nils Kettilsson använde en vapensköld liknande ätten Scherembekes.
Nils Kettilsson hade döttrarna Ramborg (död tidigast 1439), gift med Tord Bonde, och Ingeborg, nunna i Sankta Klara kloster och möjligen identisk med en abbedissa där, samt sonen Kristiern.

### Kristiern Nilsson
Nils Kettilssons son Kristiern Nilsson till Björnö och Revelsta var Vasaättens första mer bemärkte medlem. Han dubbades till riddare, möjligen när Erik av Pommern hyllades vid Mora stenar 1396, blev medlem av riksrådet senast 1413, och kungens länsherre i Viborg 1417–1435.
Kristiern Nilsson utsågs efter Engelbrektsupproret till drots av Erik av Pommern. Erik var uppenbart ovillig att åter tillsätta någon drots, men valde någon som han ansåg pålitlig, och gav honom enligt Karlskrönikan ett litet svärd till ämbetstecken. "ey meere makt munne han hanom fa." Samtidigt valdes Kristers systers sonson Karl Knutsson (Bonde) till marsk. Kristiern och Karl tycks till en början ha samregerat någorlunda, men en brytning dem emellan är tydlig från och med valet Karl Knutsson till riksföreståndare år 1438, och i och med överfallet på Revelsta tillgrep marsken våld för att infånga sin rival. Upprättelse för detta fick han först efter Kristoffer av Bayerns trontillträde, även om denne till en början var fientligt inställd till honom och gynnade Karl Knutsson, som bland annat fick överta Kristierns förläningar och titeln som drots.
Kristiern Nilssons vapen, det medeltida vasavapnet ginbalksvis, är bland annat känt från Thord Bondes gravvård i Vadstena, och hans sigill finns avbildat i Sveriges medeltid, senare skedet, från år 1350 till år 1521 av Hans Hildebrand.
Med drotsen Kristiern Nilsson ingick ätten i den svenska högadeln, och under 1400-talet slöt Vasaättens medlemmar viktiga förbund med andra högadliga ätter genom giftermål, först med Margareta, dotter till Johan Moltke, död 1413 i Uppsala (hon blev Gustav Vasas farfars mor). Hans andra hustru Margareta Krummedige var dotter till rikshovmästaren Erik Krummedige, och särskilt med ätten Oxenstierna bildade Vasaätten en koalition med växande politisk makt.
I första äktenskapet hade Kristiern dottern Kristina, gift först med Karl Stensson (blad), sedan Bengt Jönsson (Oxenstierna), samt sonen Karl. I sitt andra äktenskap fick han sönerna Johan och Nils, samt dottern Birgitta, gift med Claus Rønnow.

## Karl Kristiernsson och hans ättlingar

### Kettil Karlsson
I ett bevarat brev från biskop Kettil Karlsson (Vasa) till brodern Erik adresserar biskopen brevet till hans bror Erik Karlsson på fädernegodset i Skefftuna. Kettil Karlsson var i mitten av 1400-talet biskop i Linköping och Sveriges riksföreståndare i några månader 1464 och 1465. Han kom att bli den ende av Vasaätten som gjorde en kyrklig karriär, även om den tolkats som framförallt politisk, och den kyrkliga avslutades när han valdes till riksföreståndare. Kettil Karlsson blev ledare för ett uppror mot kung Kristofer av Bayern, och valdes till riksföreståndare någon tid innan han dog i böldpest 1465.

### Erik Karlsson
Kettil Karlssons yngre bror, Erik, blev vid Kettils död Vasaättens huvudman, och ägare till stora slottslän som Stäkeholm och Rumlaborg. I maktstriderna under denna tid kom Erik Karlsson efter Karl Knutssons död att stödja Kristian I i att återta den svenska kronan. När detta misslyckades vid slaget vid Brunkeberg fick Erik Karlsson förlika sig med den segrande riksföreståndaren Sten Sture den äldre. Han bibehöll sin riksrådsvärdighet men förlorade slottslänen och blev aldrig riddare, samt slutade sina dagar i Överselö i strid med prästen där samt dennes tjänare och några bönder.
Erik Karlsson var först gift med Iliana Nilsdotter (Oxenstierna) och sedan Anna Karlsdotter (Vinstorpaätten). Inga barn från första äktenskapet nådde vuxen ålder. Från det andra är två döttrar kända: Margareta och Ebba. Margareta var gift först med Erik Knutsson (Tre Rosor), som avrättades i Stockholms blodbad, sedan med Berend von Melen, och flydde med honom till Tyskland efter förräderianklagelserna. Ebba gifte sig med Erik Abrahamsson (Leijonhufvud), även han avrättad i Stockholms blodbad. Inga misstankar om förräderi riktades mot henne, och hon fick sin släkting kung Gustavs gunst. Han gifte sig även i sitt andra äktenskap med hennes dotter Margareta Eriksdotter (Leijonhufvud). Genom sönerna Abraham och Stenär hon anmoder till alla levande medlemmar av ätterna Leijonhufvud respektive Lewenhaupt.

## Johan Kristiernsson och hans ättlingar
Johan Kristiernsson (Vasa) framträdde efter Kettil Karlssons död som Vasaättens främste medlem. Johan Kristiernsson skrevs in vid universitetet i Leipzig 1444, blev riksråd och dubbades till riddare av kung Kristofer av Bayern. Han var även länsherre i Västerås.
Han ökade släktens godsinnehav när han köpte 1451 Örbyhus slott med underliggande gårdar av sin moster Agneta Eriksdotter (Krummedige).
En kalkmålning i Frötuna kyrka som avbildar Vasavapnet och Äldre Stureättens vapen lutande mot varandra, representerar möjligen Johan Kristiernsson och hans hustru Birgitta Gustavsdotter (Sture). Hans son Kristiern var riksråd och fogde på Kalmar slott; denne hade dottern Birgitta, sonen, Gustav, som dog ung, samt de endast från Hans Brask och Rasmus Ludvigsson kända sönerna Erik och Johan, som dog som barn. Den andre sonen till Johan Kristiernsson, Erik, skulle komma att bli far till Gustav Vasa.

### Erik Johansson

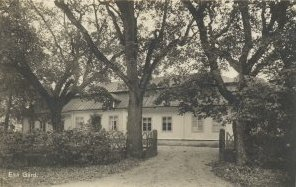
Eka gård i Lillkyrka socken.

Johan Kristiernssons son Erik Johansson var känd för sin brutalitet. Mord och plundring gjorde att han hotades med bannlysning, men kung Hans dubbade honom till riddare. Efter att han svikit kung Hans och stött sin morbror Sten Sture den äldre i ett lyckat uppror mot kung Hans, valdes han till riksråd av Sture.
Han ägde genom gifte Eka gård i Lillkyrka socken i Uppland, Ekaättens gamla stamgods, och hans jordinnehav ökade ännu mer efter att morbrodern Sten Sture avlidit 1503, och Erik ärvde alla hans gårdar i Uppland och Sörmland. I allmänhet beskrivs han som trätgirig, brutal och med dålig respekt för lagar och regler, trots att han var häradshövding i Danderyd och Rydbo. Erik Johansson avrättades i samband med Stockholms blodbad.
Erik var gift med Cecilia Månsdotter (Eka). Enligt Rasmus Ludvigsson fick de åtta barn, främst bland dessa Gustav som blev svensk kung 1523. Det enda av de övriga barnen som gifte sig och fick avkomma var Margareta, gift med först Joakim Brahe och sedan Johan av Hoya. Döttrarna Märta och Emerentia avled i pest i dansk fångenskap 1522. Övriga är inte belagda från annat håll. Dottern Anna skall ha dött ung i Vadstena kloster. Uppgifter i äldre litteratur om att sonen Magnus avled i pest först 1529 kan inte vara riktiga; 1528 hävdade Gustav att han och Margareta var de enda levande i syskonskaran. Erik skall också enligt ett brev från Wulf Gyler ha haft en illegitim son, en slottskrivare kallad Mårten munk, som själv kallade sig Knutsson och avrättades för förräderi 1537.

### Gustav Eriksson

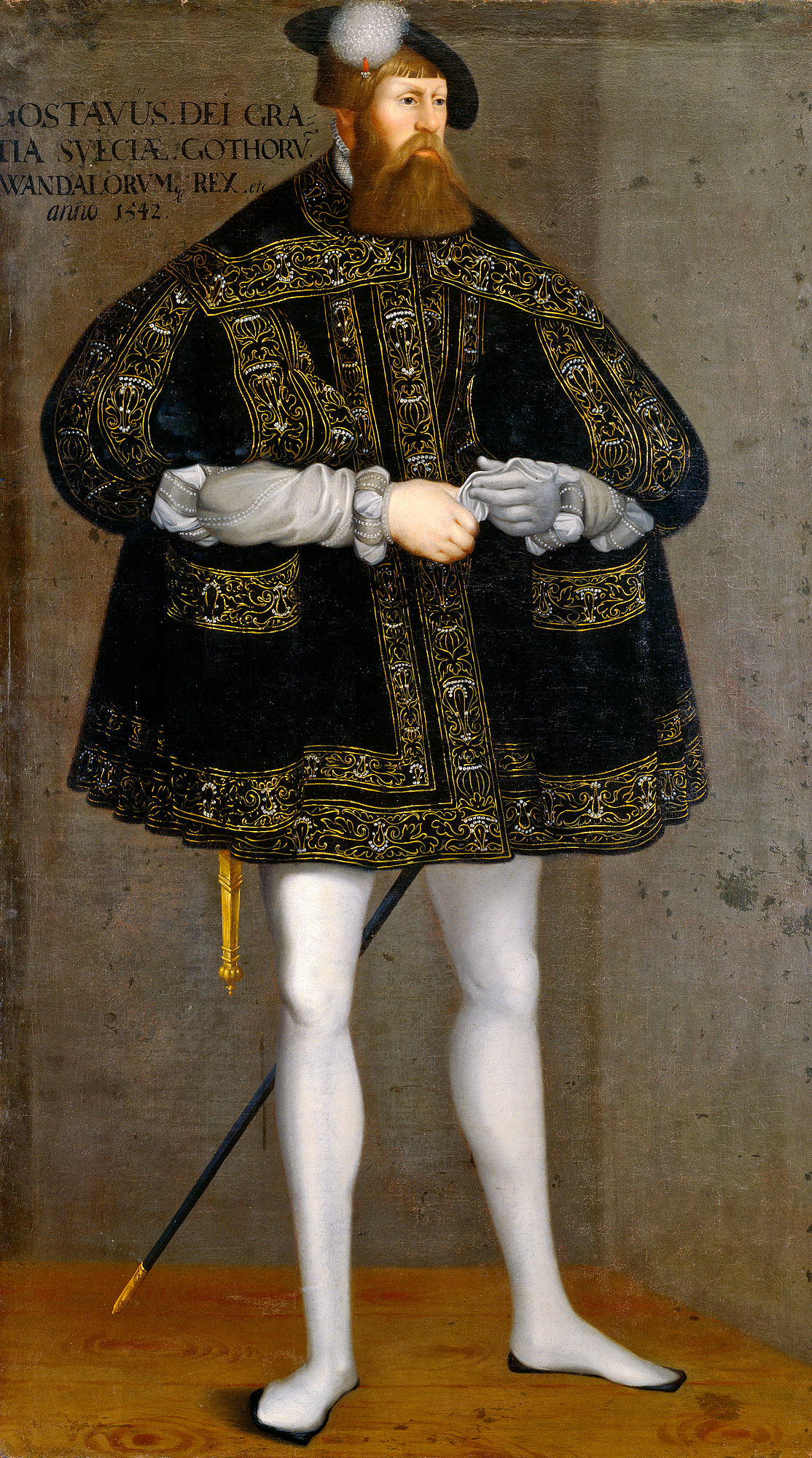
Gustav Vasa. Bilden baserar sig på ett porträtt av Jacob Binck från 1542, här dock i form av en kopia av en kopia från sent 1600-tal, troligen utförd av David Frumerie.

Gustav Eriksson föddes troligen 12 maj 1496 på Lindholmens gård i Orkesta socken. Även Rydboholms slott, som ägdes av hans far Erik Johansson (Vasa) och där Gustav växte upp, anges ibland som hans födelseplats. Sitt förnamn fick Gustav förmodligen från sin fars morfar; Gustav Anundsson Sture.
Gustav Eriksson blev utsedd till kung på riksdagen i Roggeborgen i Strängnäs 6 juni 1523, men först 12 januari 1528 blev han krönt i Uppsala domkyrka. För att bekräfta sin nyvunna ställning som svensk kung sökte kung Gustav efter ett lämpligt gifte. Efter att förgäves ha hört sig för i Polen, Danmark och två tyska furstendömen rekommenderades han att inleda förhandlingar med Sachsen-Lauenburg, om ett gifte med hertiginnan Katarina av Sachsen-Lauenburg. Katarina var dotter till hertig Magnus I av Sachsen-Lauenburg (död 1543) och Katarina av Braunschweig-Wolfenbüttel. Gustav kunde genom äktenskapet knyta kontakter med tyska furstar men också med Danmark, då Katarinas syster, Dorothea av Sachsen-Lauenburg, var gift med den danske kronprinsen Kristian, senare Kristian III. Giftermålet länkade också Gustav med den gamla Bjälboätten från vilken Katarina härstammade, genom Ingeborg Birgersdotter, dotter till Birger jarl och prinsessan Ingeborg Eriksdotter av Sverige, som år 1270 gift sig med hertig Johan I av Sachsen-Lauenburg. Förhandlingarna inleddes 1528, men drog ut på tiden i flera år.
Sonen Erik föddes 1533. Under en bal som gavs i Stockholm i september 1535 till ära för hennes svåger Kristian III av Danmark, då Katarina troligen var havande, föll drottningen så illa då hon dansade med Kristian att hon blev sängliggande. Komplikationer tillstötte, och Katarina avled dagen före sin 22-årsdag med sitt ofödda barn.
Gustav gifte om sig 1536 med Margareta Eriksdotter (Leijonhufvud) och fick med henne tio barn, bland annat de senare kungarna Johan och Karl. Hans tredje gifte, med Katarina Gustavsdotter (Stenbock), blev barnlöst.
Genom Västerås arvförening 1544 gjordes Sverige till ett arvrike, där Gustav Vasas manliga ättlingar skulle ha arvsrätt till tronen.

### Erik XIV
Gustav Erikssons äldste son Erik XIV var inspirerad av Johannes Magnus verk om Sveriges historia som innehöll en lång rad påhittade kungar med namnen Erik och Karl. Erik XIV accepterade detta som historisk sanning och antog det höga talet XIV som sitt regentnummer för att visa vilken lång och ärorik historia Sverige hade. Hans bror Karl IX gjorde detsamma när han blev kung. Med Erik bytte kampen om makten karaktär: nu bestod den enbart om konflikter inom kungafamiljen, som på folkungatiden, istället för mellan olika familjer och andra grupperingar. Gustavs andra son Johan samarbetade till en början Erik, och for på friarresa till London å dennes vägnar, medan Erik bevakade Johans intressen i Livland. Denna ömsesidiga lojalitet avslutades i och med Erik blev kung.
Erik tvingade som nybliven kung sin bror Johan att år 1561 underteckna Arboga artiklar, vilket inskränkte Johans makt, och de båda bröderna kom till öppen brytning när Johan 1562 i Vilnius mot Eriks vilja gifte sig med prinsessan Katarina Jagellonica, yngre syster till Polens kung Sigismund II August med vilken Erik befann sig i krig. Erik anklagade Johan för landsförräderi, och han dömdes i juni 1563 av de i Stockholm samlade ständerna till förlust av liv, gods och arvsrätt till riket. Han fördes över till Sverige och spärrades in på Gripsholms slott, åtföljd av sin gemål.
Den 4 juli 1568 gifte sig Erik XIV med Karin Månsdotter och dagen efter kröntes hon till drottning, därmed legitimerades dottern Sigrid. Deras gemensamma son Gustav, som fötts i januari samma år, blev officiell tronarvinge. Hertig Karl och hans bror Johan närvarade inte vid vigseln och kröningen. Johan ingick med sin bror Karl och en del av adeln ett avtal om gemensam resning mot Eriks regemente. Denna resning började i juli och utbredde sig med sådan hast att hertigarnas här redan vid mitten av september stod utanför Stockholm, vars portar öppnades för dem den 29 september 1568. Erik XIV togs till fånga, och omedelbart därefter lät Johan hylla sig som kung av stadens myndigheter samt av dem bland adeln och krigsfolket som var samlade där.
Under fångenskapen föddes ytterligare två söner, som dock dog unga. Med frillan Agda Persdotter hade han dessutom döttrarna Virginia Eriksdotter, gift med Håkan Knutsson Hand (död 1633), Constantia Eriksdotter, gift med Henrik Frankelin, samt Lucretia Eriksdotter, död ung.
Erik dog 1577 utan att ha blivit frigiven, förgiftad med arsenik.

### Johan III

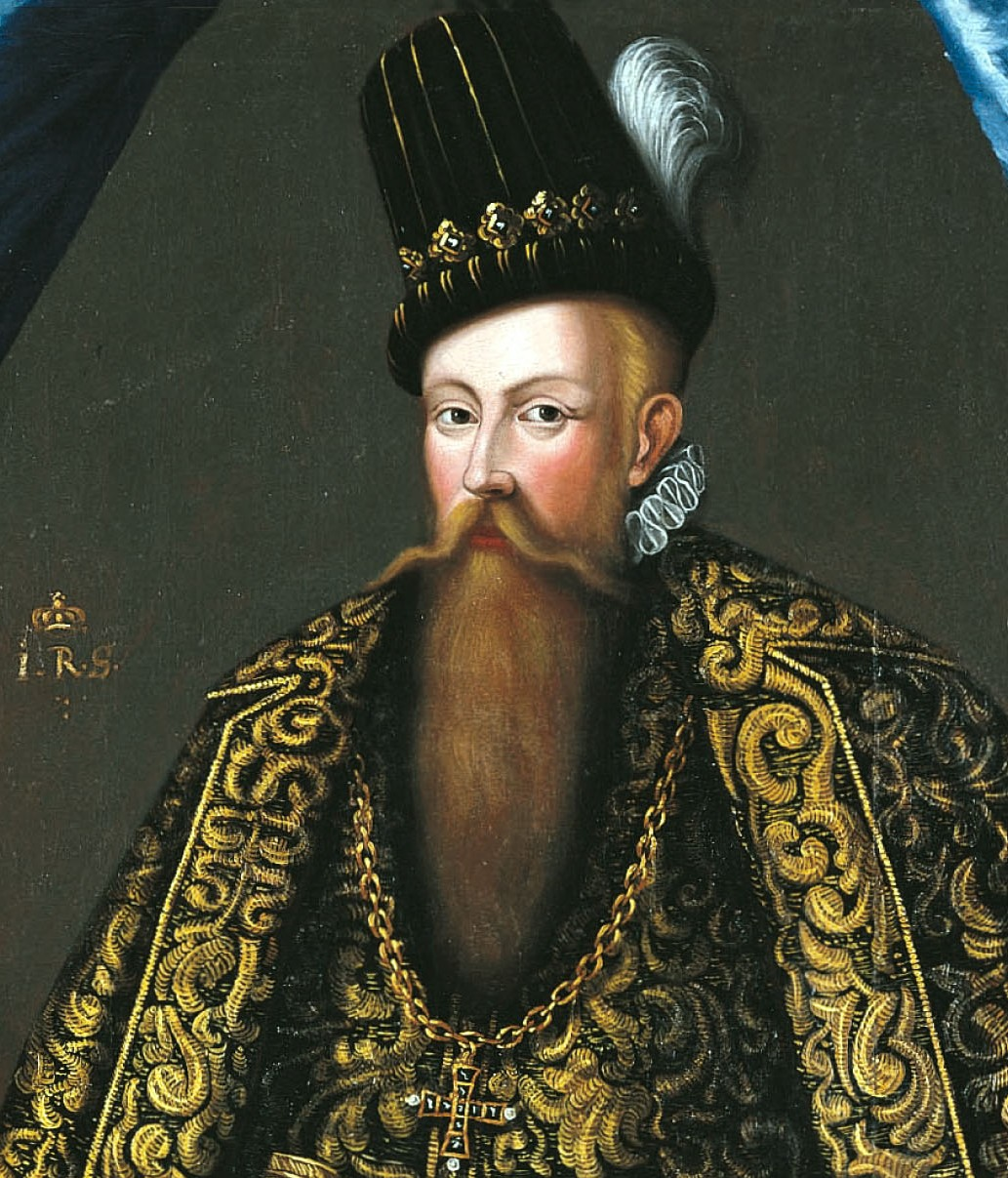
John III of Sweden.

Efter att ha dömts till fångenskap som en följd av äktenskapet med Katarina Jagellonica och alliansen med Polen vistades Johan och Katarina som fångar på Gripsholm i mer än fyra år. Deras tre barn föddes i fångenskapen, 1564 Elisabet, kallad Isabella, som dog vid två års ålder, 1566 Sigismund och i maj 1568 Anna Vasa. Under Eriks sinnessjukdom på hösten 1567 utverkades Johans frigivning i oktober 1567.
Johans förhållande till Rysslands storfurste Ivan IV av Ryssland (1530–1584), också kallad Ivan den förskräcklige, var allt annat än gott efter att de båda tävlat om [Katarina Jagellonicas hand och Johan vunnit. Fiendskapen mellan Ivan och Johan ledde till såväl krigshandlingar, som arga brev och smädeskrifter, där storfursten gjorde allt för att förolämpa kung Johan, bland annat kallades hans far Gustav I för en bonde från Småland i akt och mening att förringa Johan genom hans faders bakgrund. Deras ilskna brevväxling kom därför från Johan III:s sida även att innehålla genealogiska detaljer, där vi kan läsa om några av Gustavs förfäder, med Johans egna ord :
| ”                                                            | Men när du i ditt brev i din oförskämdhet påstår att vår salige far, den stormäktige och högborne fursten och herren, herr Gustaf, Sveriges och Götes och Vendes konung, salig och lovad i åminnelse, skulle varit en bonde och smålänning, och inte av herresläkt, ja då ljuger du med skam i din hals..[...]...men om du vill veta vad min farfar hette, så ska du få reda på det, trots att vi inte är skyldiga dig något, bara för att du inte anser att jag vill erkänna min släkt. Min farfar hette Erik Johansson. Han var den yppersta herren i Sveriges riksråd, och av den yppersta släkt. Vill du även veta vad min farfars far hette, så ska jag berätta även det. Han hette herr Johan Christiernsson och var en av de yppersta herrarna i riksrådet. Han hade konung Karls systerdotter till hustru och han lät bygga två murade slott, Örby och Lindeholm. Där föddes min salig far i furstendömet Uppland vid Stockholm och inte i Småland, som du och andra så skamligt diktat och ljugit om..[...]...en av våra förfäder i femte led ifrån oss han hette Christer Nilsson, av den äldsta släkt, så att ingen vet begynnelsen av hans ädla börd och avkomst, och var så högt aktad här i riket, som cusabel (Konnetabel?) är i Frankrike. | „ |
| – Johan III i ett brev från 1573 till Ivan den förskräcklige | |   |

Johan III skriver 1573 i sitt brev till Ivan den förskräcklige om Christer Nilsson, av den äldsta släkt, så att ingen vet begynnelsen av hans ädla börd och avkomst.
Under Johans regeringstid uppstod oenighet mellan kungen och hans bror Karl på ett flertal områden. När Johan 1585 gifte om sig med Gunilla Johansdotter vägrade Karl att komma till bröllopet. Med Gunilla fick Johan sonen Johan. Samma år som bröllopet valdes Johan III:s son Sigismund till kung av Polen. I Kalmar stadgar reglerades hur Sverige skulle styras under en framtida personalunion med Polen. I stadgarna bestämdes att Sverige under de perioder kungen befann sig i Polen skulle styras av en regering som bestod av sju personer. Hertig Karl skulle inte ingå i denna regering utan endast ha rätt att utse en av medlemmarna.
Våren 1590 sammankallades en riksdag i Stockholm där en ny arvförening antogs. I den fastslogs att arvsrätten främst skulle gälla Johans manliga avkomlingar men det beslutades att hertig Karl skulle styra landet i händelse av att en myndig regent saknades. Det förbättrade förhållandet mellan Johan och Karl fortsatte fram till kungens död 1592.
Förutom de inomäktenskapliga barnen hade Johan med frillan Katarina Hansdotter sonen Augustus, död som liten, Sofia, gift med Pontus De la Gardie, samt Julius och Lucretia båda döda unga och ogifta.

### Karl IX
Efter att ha jagat ut kung Sigismund ur landet övertog Karl regeringen. Vid riksdagen i Norrköping 1604 avsade sig Johan III:s son hertig Johan av Östergötland sina anspråk på tronen och en ny arvsfördelning till förmån för Karls arvingar fastslogs. Karl kröntes dock först 17 mars 1607 i Uppsala domkyrka.
Karl IX avled i Nyköping den 30 oktober 1611 och begravdes i Strängnäs domkyrka den 21 april 1612. Karl var gift först med Maria av Pfalz, och fick med henne flera barn, av vilka endast Katarina levde till vuxen ålder; hon giftes bort med Johan Kasimir av Pfalz-Zweibrücken och blev mor till Karl X Gustav. I andra giftet, med Kristina av Holstein-Gottorp, fick Karl Gustav II Adolf, Maria Elisabet, gift med sin kusin hertig Johan, samt Karl Filip. Med frillan Karin Nilsdotter hade han sonen Carl Carlsson Gyllenhielm.

### Magnus, hertig av Östergötland
Den fjärde sonen till Gustav Vasa som överlevde till vuxen ålder var Magnus, hertig av Östergötland. Han led dock av sinnessjukdom, och hans förläningar förvaltades av hans bröder. Magnus fick två frillobarn som nådde vuxen ålder, Lucretia samt Helena.

### Johan Johansson
Johan var son till Johan III och hade egentligen företräde till tronen framför Karl IX; Johan var dock vid dennes maktövertagande 1599 endast 10 år. År 1604 avsade sig han alla anspråk på tronen och fick istället ett utökat hertigdöme. Han gifte sig med sin kusin Maria Elisabet. Äktenskapet blev barnlöst, och Johan hade heller inga kända utomäktenskapliga barn. Han dog 1618.

### Gustav II Adolf

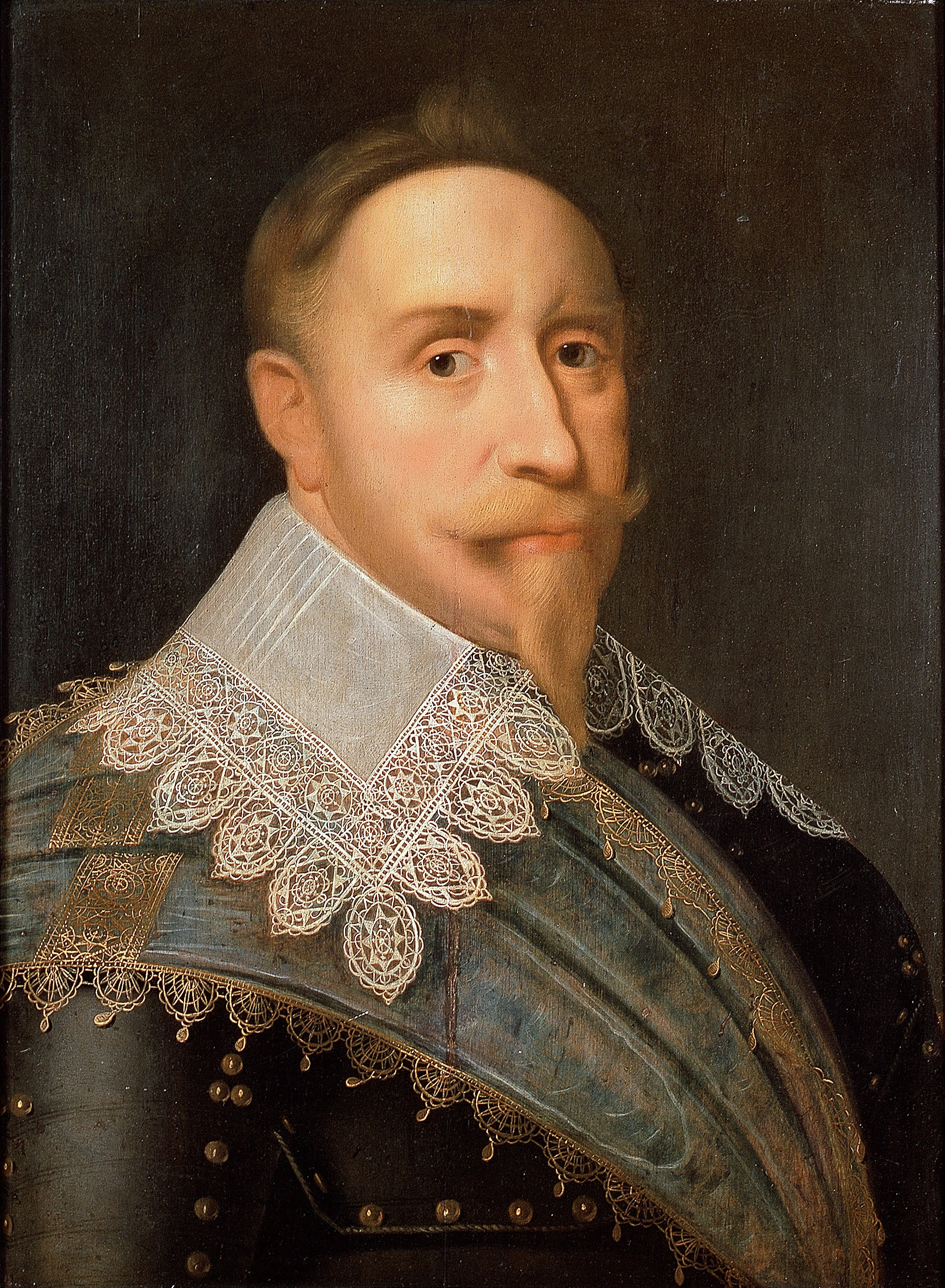
Kung Gustav II Adolf.

Gustav Adolf ärvde den svenska tronen efter sin fars, Karl IX, död, och tillträdde tronen vid 16 års ålder. Han var son till Karl IX och Kristina av Holstein-Gottorp, barnbarn till Gustav Vasa och Margareta Leijonhufvud, gift 25 november 1620 med Maria Eleonora av Brandenburg och far till drottning Kristina.
Gustav II Adolfs regeringstid hade sina sämre sidor. De mest framträdande är adelns växande övermakt i samhället och det hårda tryck som skattebördor och utskrivningar utövade på befolkningen. Den så kallade östersjöpolitiken kom att bli av kungens ledande politiska tankar, och han såg till att Sverige medverkade i diverse krig fram till att han under Trettioåriga kriget dödades i slaget vid Lützen.

### Karl Filip
Karl Filip, född 1601, var yngre son till Karl IX. Han var i samband med stora oredan kandidat till att bli rysk tsar. Han deltog sedan i sin brors krigståg, men efter Belägringen av Riga 1621 insjuknade han och avled. Han gifte sig 1620 i hemlighet med Elisabet Ribbing, och fick postumt dottern Elisabet Carlsdotter (Gyllenhielm), gift med Axel Turesson (Natt och Dag).

### Drottning Kristina
Kristina föddes i Stockholm 1626 som dotter till den svenske kungen Gustav II Adolf och hans gemål Maria Eleonora av Brandenburg. När Kristina var tre år gammal skildes hon från sin far, som hon aldrig mer skulle se. I ett brev den 4 december 1630 anförtrodde kungen sin dotter i rikskanslern Axel Oxenstiernas vård, ifall han skulle dö. Kungen dog redan 1632, innan Kristina fyllt sex år, vilket ledde till att hon då blev Sveriges drottning.
Under 1649 aktualiserades äktenskapsfrågan. Kristina meddelade rådet sitt beslut att göra sin kusin Karl Gustav till sin efterträdare utan att ingå äktenskap. I rådet angav hon sina skäl att inte gifta sig. Giftermålsfrågan togs återigen upp på riksdagen 1649, då nya påminnelser gjordes om hennes giftermål, och livliga överläggningar ägde rum dels med rådet, dels med ett ständernas utskott. Kristina genomdrev sin vilja, och Karl Gustav utkorades till tronföljare. I Uppsala tillkännagav Kristina i februari 1654 inför rådet sitt beslut att abdikera. Den 1 juni 1654 daterades såväl hennes egen avsägelseakt som ständernas underhållsrecess. Huset Vasa avlöstes på den svenska tronen av Pfalziska ätten, genom att drottning Kristina efterträddes av sin kusin Karl X Gustav, som var son till Karl IX:s dotter Katarina.
Kristina skrev en kort historisk text på italienska L’Arma antica della Svezia som bland annat behandlar vasaättens historia (kallad "Gustavianska ätten") och dess vapen. Den finns översatt till svenska som Sveriges forna vapen i den av Svenska Akademien utgivna samlingen Brev och skrifter.

## Polska grenen

### Sigismund

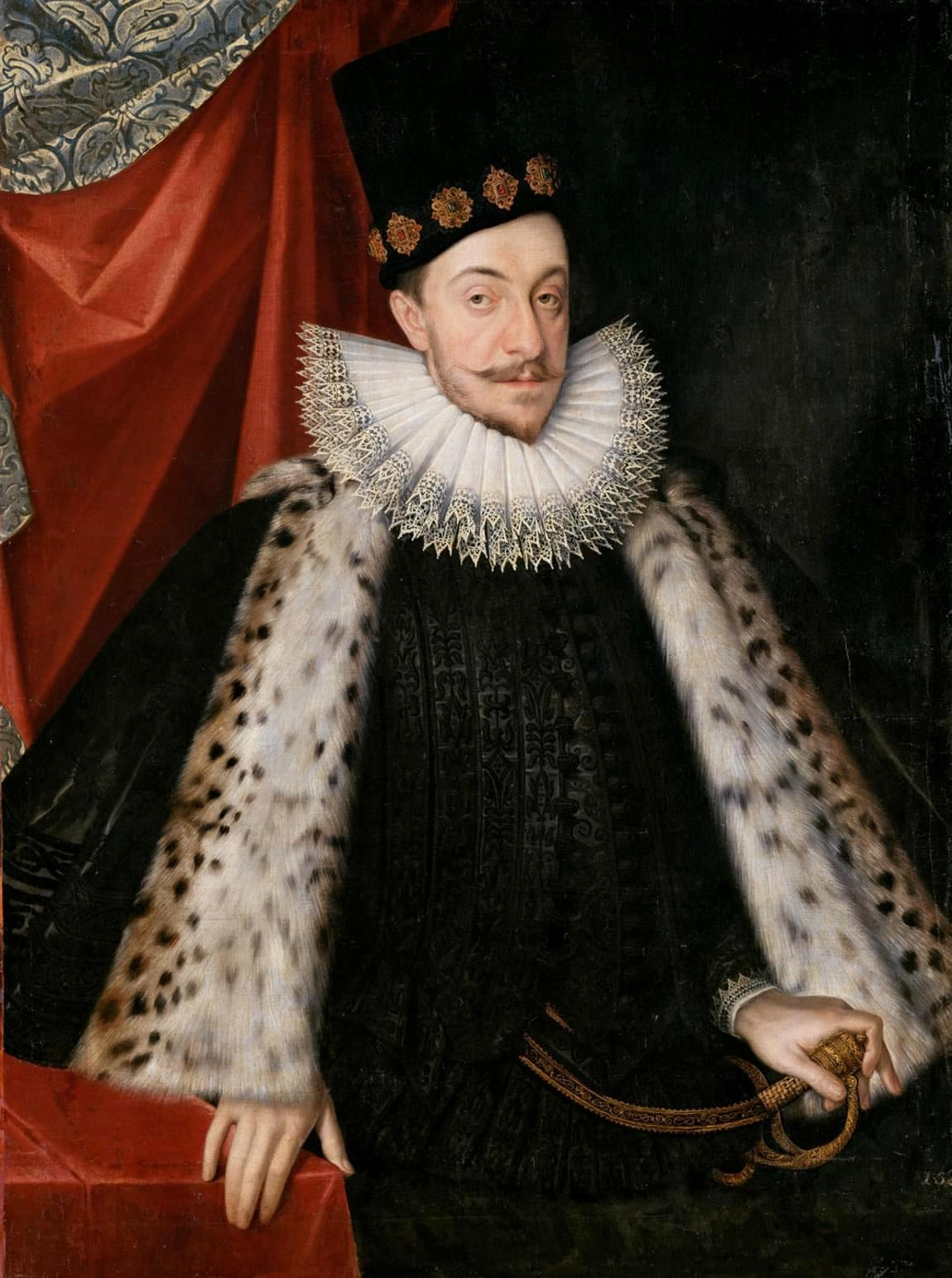
Johan IIIs son Sigismund.

Efter Johan III:s död ledde Sigismunds förestående ankomst till en försoning mellan hertig Karl och rådsmedlemmarna, och tillsammans övertog de regeringen till kungens återkomst. 
Sigismund gifte sig samma år med Anna av Österrike. Det enda av parets barn som kom att överleva barnaåren var Vladislav, sedermera polsk kung.
År 1597, efter allt sämre relationer inledde Karl ett öppet uppror. De öppna striderna ledde till en total brytning mellan Karl och rådet. De flesta begav sig till Polen och Sigismund där de försökte förmå kungen att återvända till Sverige. År 1598 ställde en polsk riksdag en här på femtusen man till kungens förfogande. Ett par svenska kavalleriregementen, Västgöta ryttare och Smålands ryttare sällade sig även till kungens här.
25 september 1598 drabbade kungens och hertig Karls arméer samman vid broarna över Stångån utanför Linköping. Slaget vid Stångebro slutade med en seger för Karl. Sigismund tvingades efter en överenskommelse i Linköping överlämna de svenska rådsherrarna till Karl och sända tillbaka sin här till Polen, men skulle själv stanna kvar i Sverige tills en "fri riksdag" fällt dom mot dem. Sigismund infann sig emellertid inte till riksdagen utan återvände till Polen.
1605 gifte Sigismund om sig med sin tidigare hustrus syster, Konstantia. Av deras gemensamma barn som överlevde barnåren blev Johan Kasimir polsk kung efter sin halvbror, Johan Albert biskop i Krakow samt kardinal och Karl Ferdinand biskop i Wrocław och Płock. Alexander Karl dog ung och Anna Katarina gifte sig med Filip Vilhelm av Pfalz men fick ingen avkomma.

### Sigismunds söner
Efter att Sigismund avlidit blev först hans son Vladislav polsk kung; han hade vid femton års ålder valts till tsar i Ryssland och gjorde anspråk på titeln Storfurste av Moskva liksom på den svenska kungatiteln. Hans tid på tronen präglades i huvudsak av inrikespolitiskt lugn, och han var i stort sett lyckosam i försvaret mot angrepp utifrån.
När Vladislav avled övertog hans halvbror Johan Kasimir tronen. Han blev mindre lyckosam, med flera invasioner, däribland Karl X Gustavs polska krig, och 16 september 1668 abdikerade han. När han avled 1672 slöt han vasaätten på svärdssidan.

## Sidolinjer och vasaättlingar

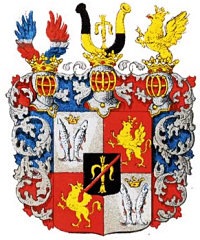
Vapen för ätten af Wasaborg, där vasen bär en bastardsträng.

Personer eller släkter som kan leda sin härstamning till ätten Vasa brukar kallas vasaättlingar. Till dessa kan räknas alla nu levande kungahus i Europa, men även ett stort antal framförallt svenska släkter, adliga såväl som ofrälse.
Några utomäktenskapliga söner och döttrar har burit namnen Gyllenhielm och af Wasaborg. En sidolinje av Vasaätten, genom Gustav II Adolfs naturlige son greve Gustav Gustavsson af Wasaborg, utslocknade på svärdssidan 1754 med greve Georg Mauritz af Wasaborg och på spinnsidan 1777 med Henrietta Polyxena af Vasaborg.
Via Karl IX:s dotter Katarina var hennes son Karl X Gustav (av Pfalz-Zweibrücken) och tre följande svenska regenter av det pfalziska huset (Huset Wittelsbach) Vasaättlingar. Karl Gustavs syster Christina Magdalena av Pfalz-Zweibrücken gifte sig med Fredrik VI av Baden-Durlach, och deras sondotterson Adolf Fredrik av Holstein-Gottorp blev svensk kung 1751 efter Fredrik av Hessen som ej härstammade från Vasaätten. Genom Josefina av Leuchtenberg har även alla medlemmar av huset Bernadotte efter Oscar I varit ättlingar till Gustav Vasa.
Adolf Fredriks sonson Gustav IV Adolfs son Gustav fick år 1829 i Österrike titeln prins av Wasa på grund av sin dynastis härstamning (som ovan) från Vasaätten. Redan Gustav III omnämns (oegentligt) som tillhörande Vasaätten i Carl Michael Bellmans Gustafs skål. Prins Gustav Gustavsson av Wasa var gift med Luise av Baden, och de hade dottern Carola av Wasa som var den sista drottningen av Kungariket Sachsen, och den sista svenskättade medlemmen av den Holstein-Gottorpska ätten, en sidogren till den gamla fursteätten Oldenburg (som regerat i Sverige 1457–1523, med avbrott, och oavbrutet 1751–1818). Carola av Wasa, avled 15 december 1907 i Dresden, som den sista ättlingen av den svenskättade grenen av Holstein-Gottorpska ätten, sonsons dotters till svenske kungen Gustav III och hans farmors mor Katarina Karlsdotter Vasa, dotter till Karl IX, Gustav Vasas son.
Det har även funnits påstådda Vasaättlingar som omgärdats med mystik, exempelvis Hedvig Ekeman-d’Alesson som väckte en del uppmärksamhet under 1800-talet.
Genom spinnsidan finns också tusentals ättlingar till Gustav Vasa i Sverige och utomlands, inte minst på grund av såväl Erik XIV:s som Johan III talrika utomäktenskapliga barn med officiella kungliga frillor som inte sällan blev ingifta i svenska adelsätter och släktforskning har visat att flera svenskar som Magnus Uggla, Kim Cesarion och Lasse Lönndahl härstammar från dem. Genealogen Per Andersson har 2018 kartlagt merparten av Gustav Vasas ca 250 000 ättlingar jämte ingifta, mm. Bland de ca 100 000 nu levande ättlingarna finns talrika mycket kända personer. Av dessa tillhör många adeln och andra kända släkter, exempelvis Palme.

## Släkter med oklar koppling till Vasaätten
Under medeltiden uppträder även två andra släkter som förde en vase i sitt vapen. Något släktskap mellan dessa och den Gustav Vasa går ej att belägga, även om han själv ansåg sig besläktad i alla släkten med huvudgård i Ekeby och gjorde anspråk på ett arv, vilket dock senare upphävdes av en dom i Erik XIV:s höga nämnd. För att kunna räkna på härstamning från Kristiern från Öland bör de först uppträdande männen i släkterna ha varit gifta med systrar till Nils Kettilssons hustru, men källorna ger inga belägg för sådant svågerskap, och var sig godsinnehav eller namnskick talar för släktskap. När medlemmar i ätterna kallar varandra för fränder kan detta bero enbart på vapenbildernas likhet

### Ekebysläkten
Denna släkt framträder först med Ingemund Jonsson 1376. Den hade sin huvudgård i Ekeby i Rimbo socken.

1. Ingemund Jonsson (Vasa) till Ekeby var fogde på Åland, och uppges i verket Finlands medeltidssigill år 1381 ha fört "en sköld med en åt höger lutande "vase".[43]. Han var gift med Margareta Nilsdotter, och far till:
  1. Märta Ingemundsdotter, gift med Claus Slaweka den äldre.
  2. Olof Ingemundson, gift med Gyda, av okänd släkt, far till
    1. Ingemund Olofson, präst
    2. Kristina Olofsdotter, gift först med Hans Walram, sedan med en Anders Olsson. Mor till
      1. Olof Valram
      2. Cecilia Hansdotter, enligt Rasmus Ludvigsson gift med en i övrigt okänd Ingemar Hansson, mor till
        1. Erik Ingemarsson
        2. Göde, endast nämnd av Ludvigsson, som meddelar att hon skall ha varit i tjänst hos Erik Johansson (Vasa) på Rydboholm.

      3. Magdalena Hansdotter, gift först med Holger i Vågsjö, sedan Henrik Bondesson

  3. Laurens Ingemundson

## Betydelsefulla medlemmar
Svenska monarker
- Gustav Eriksson (Gustav Vasa, Gustav I), kung av Sverige 1523–1560.
- Erik XIV, kung av Sverige 1560–1568, son till Gustav Vasa.
- Johan III, kung av Sverige 1568–1592, son till Gustav Vasa.
- Sigismund, kung av Polen och storfurste av Litauen 1587–1632, kung av Sverige 1592–1599, son till Johan III.
- Karl IX, kung av Sverige 1604–1611 (riksföreståndare från 1599), son till Gustav Vasa.
- Gustav II Adolf, kung av Sverige 1611–1632, son till Karl IX.
- Kristina, regerande drottning av Sverige 1632–1654 (myndig 1644), dotter till Gustav II Adolf.

Polska monarker
- Sigismund (se ovan)
- Vladislav IV, kung av Polen och storfurste av Litauen 1632–1648, son till Sigismund.
- Johan II Kasimir, kung av Polen och storfurste av Litauen 1648–1668, son till Sigismund.

Andra
- Krister Nilsson, rikshövitsman 1436, sannolikt begravd i Riddarholmskyrkan.
- Kettil Karlsson, biskop i Linköping och Sveriges riksföreståndare 1465.
- Erik Johansson, far till Gustav I, avrättad i Stockholms blodbad 1520.
- Gustav Eriksson Vasa, son till Erik XIV och Karin Månsdotter, svensk tronföljare 1568.

## Släktträd
Utelämningar har gjorts i alla led. Ägare av Vasa gård i fetstil.
|                                            |                                            |                                            |                                            |                                            |                                            |  |  |                                                                                            |                                                                                            |                                                                                            |                                                                                            |                                                                                            |                                                                                            |  |  | Nils Kettilsson Väpnare, riksråd Ägare Björnö och Vasa gård Fogde på slottet Tre Kronor Häradshövding i Frötuna |                                                                                              |                                                                                              |                                                                                              |                                                                                              |                                                                                              |  |  |                                                                                  |                                                                                  |                                                                                  |                                                                                  |                                                                                  |                                                                                  |  |  |                                                                       |                                                                       |                                                                       |                                                                       |                                                                       |                                                                       |  |  |  |  |  |  |  |  |  |  |  |  |  |  |  |  |  |  |  |  |  |  |  |  |  |  |  |  |  |  |  |  |  |  |
|                                            |                                            |                                            |                                            |                                            |                                            |  |  |                                                                                            |                                                                                            |                                                                                            |                                                                                            |                                                                                            |                                                                                            |  |  | |                                                                                              |                                                                                              |                                                                                              |                                                                                              |                                                                                              |  |  |                                                                                  |                                                                                  |                                                                                  |                                                                                  |                                                                                  |                                                                                  |  |  |                                                                       |                                                                       |                                                                       |                                                                       |                                                                       |                                                                       |  |  |  |  |  |  |  |  |  |  |  |  |  |  |  |  |  |  |  |  |  |  |  |  |  |  |  |  |  |  |  |  |  |  |
|                                            |                                            |                                            |                                            |                                            |                                            |  |  |                                                                                            |                                                                                            |                                                                                            |                                                                                            |                                                                                            |                                                                                            |  |  | |                                                                                              |                                                                                              |                                                                                              |                                                                                              |                                                                                              |  |  |                                                                                  |                                                                                  |                                                                                  |                                                                                  |                                                                                  |                                                                                  |  |  |                                                                       |                                                                       |                                                                       |                                                                       |                                                                       |                                                                       |  |  |  |  |  |  |  |  |  |  |  |  |  |  |  |  |  |  |  |  |  |  |  |  |  |  |  |  |  |  |  |  |  |  |
|                                            |                                            |                                            |                                            |                                            |                                            |  |  |                                                                                            |                                                                                            |                                                                                            |                                                                                            |                                                                                            |                                                                                            |  |  | Krister Nilsson Riksråd och riksdrots Ägare Vasa gård                                                           | Krister Nilsson Riksråd och riksdrots Ägare Vasa gård                                        | Krister Nilsson Riksråd och riksdrots Ägare Vasa gård                                        | Krister Nilsson Riksråd och riksdrots Ägare Vasa gård                                        | Krister Nilsson Riksråd och riksdrots Ägare Vasa gård                                        | Krister Nilsson Riksråd och riksdrots Ägare Vasa gård                                        |  |  | Ramborg Nilsdotter g.m. Tord Bonde (Röriksson) farmor till Karl Knutsson (Bonde) | Ramborg Nilsdotter g.m. Tord Bonde (Röriksson) farmor till Karl Knutsson (Bonde) | Ramborg Nilsdotter g.m. Tord Bonde (Röriksson) farmor till Karl Knutsson (Bonde) | Ramborg Nilsdotter g.m. Tord Bonde (Röriksson) farmor till Karl Knutsson (Bonde) | Ramborg Nilsdotter g.m. Tord Bonde (Röriksson) farmor till Karl Knutsson (Bonde) | Ramborg Nilsdotter g.m. Tord Bonde (Röriksson) farmor till Karl Knutsson (Bonde) |  |  |                                                                       |                                                                       |                                                                       |                                                                       |                                                                       |                                                                       |  |  |  |  |  |  |  |  |  |  |  |  |  |  |  |  |  |  |  |  |  |  |  |  |  |  |  |  |  |  |  |  |  |  |
|                                            |                                            |                                            |                                            |                                            |                                            |  |  |                                                                                            |                                                                                            |                                                                                            |                                                                                            |                                                                                            |                                                                                            |  |  | Krister Nilsson Riksråd och riksdrots Ägare Vasa gård                                                           | Krister Nilsson Riksråd och riksdrots Ägare Vasa gård                                        | Krister Nilsson Riksråd och riksdrots Ägare Vasa gård                                        | Krister Nilsson Riksråd och riksdrots Ägare Vasa gård                                        | Krister Nilsson Riksråd och riksdrots Ägare Vasa gård                                        | Krister Nilsson Riksråd och riksdrots Ägare Vasa gård                                        |  |  | Ramborg Nilsdotter g.m. Tord Bonde (Röriksson) farmor till Karl Knutsson (Bonde) | Ramborg Nilsdotter g.m. Tord Bonde (Röriksson) farmor till Karl Knutsson (Bonde) | Ramborg Nilsdotter g.m. Tord Bonde (Röriksson) farmor till Karl Knutsson (Bonde) | Ramborg Nilsdotter g.m. Tord Bonde (Röriksson) farmor till Karl Knutsson (Bonde) | Ramborg Nilsdotter g.m. Tord Bonde (Röriksson) farmor till Karl Knutsson (Bonde) | Ramborg Nilsdotter g.m. Tord Bonde (Röriksson) farmor till Karl Knutsson (Bonde) |  |  |                                                                       |                                                                       |                                                                       |                                                                       |                                                                       |                                                                       |  |  |  |  |  |  |  |  |  |  |  |  |  |  |  |  |  |  |  |  |  |  |  |  |  |  |  |  |  |  |  |  |  |  |
|                                            |                                            |                                            |                                            |                                            |                                            |  |  |                                                                                            |                                                                                            |                                                                                            |                                                                                            |                                                                                            |                                                                                            |  |  | |                                                                                              |                                                                                              |                                                                                              |                                                                                              |                                                                                              |  |  |                                                                                  |                                                                                  |                                                                                  |                                                                                  |                                                                                  |                                                                                  |  |  |                                                                       |                                                                       |                                                                       |                                                                       |                                                                       |                                                                       |  |  |  |  |  |  |  |  |  |  |  |  |  |  |  |  |  |  |  |  |  |  |  |  |  |  |  |  |  |  |  |  |  |  |
|                                            |                                            |                                            |                                            |                                            |                                            |  |  | Kristina Kristiernsdotter g.m. riddare, riksföreståndaren Bengt Jönsson (Oxenstierna)      | Kristina Kristiernsdotter g.m. riddare, riksföreståndaren Bengt Jönsson (Oxenstierna)      | Kristina Kristiernsdotter g.m. riddare, riksföreståndaren Bengt Jönsson (Oxenstierna)      | Kristina Kristiernsdotter g.m. riddare, riksföreståndaren Bengt Jönsson (Oxenstierna)      | Kristina Kristiernsdotter g.m. riddare, riksföreståndaren Bengt Jönsson (Oxenstierna)      | Kristina Kristiernsdotter g.m. riddare, riksföreståndaren Bengt Jönsson (Oxenstierna)      |  |  | Karl Kristiernsson Riksråd, hövitsman Ägare Vasa gård                                                           | Karl Kristiernsson Riksråd, hövitsman Ägare Vasa gård                                        | Karl Kristiernsson Riksråd, hövitsman Ägare Vasa gård                                        | Karl Kristiernsson Riksråd, hövitsman Ägare Vasa gård                                        | Karl Kristiernsson Riksråd, hövitsman Ägare Vasa gård                                        | Karl Kristiernsson Riksråd, hövitsman Ägare Vasa gård                                        |  |  | Johan Kristiernsson Riddare, riksråd död 1477                                    | Johan Kristiernsson Riddare, riksråd död 1477                                    | Johan Kristiernsson Riddare, riksråd död 1477                                    | Johan Kristiernsson Riddare, riksråd död 1477                                    | Johan Kristiernsson Riddare, riksråd död 1477                                    | Johan Kristiernsson Riddare, riksråd död 1477                                    |  |  | Nils Kristiernsson Riddare, riksråd död barnlös 1464                  | Nils Kristiernsson Riddare, riksråd död barnlös 1464                  | Nils Kristiernsson Riddare, riksråd död barnlös 1464                  | Nils Kristiernsson Riddare, riksråd död barnlös 1464                  | Nils Kristiernsson Riddare, riksråd död barnlös 1464                  | Nils Kristiernsson Riddare, riksråd död barnlös 1464                  |  |  |  |  |  |  |  |  |  |  |  |  |  |  |  |  |  |  |  |  |  |  |  |  |  |  |  |  |  |  |  |  |  |  |
|                                            |                                            |                                            |                                            |                                            |                                            |  |  | Kristina Kristiernsdotter g.m. riddare, riksföreståndaren Bengt Jönsson (Oxenstierna)      | Kristina Kristiernsdotter g.m. riddare, riksföreståndaren Bengt Jönsson (Oxenstierna)      | Kristina Kristiernsdotter g.m. riddare, riksföreståndaren Bengt Jönsson (Oxenstierna)      | Kristina Kristiernsdotter g.m. riddare, riksföreståndaren Bengt Jönsson (Oxenstierna)      | Kristina Kristiernsdotter g.m. riddare, riksföreståndaren Bengt Jönsson (Oxenstierna)      | Kristina Kristiernsdotter g.m. riddare, riksföreståndaren Bengt Jönsson (Oxenstierna)      |  |  | Karl Kristiernsson Riksråd, hövitsman Ägare Vasa gård                                                           | Karl Kristiernsson Riksråd, hövitsman Ägare Vasa gård                                        | Karl Kristiernsson Riksråd, hövitsman Ägare Vasa gård                                        | Karl Kristiernsson Riksråd, hövitsman Ägare Vasa gård                                        | Karl Kristiernsson Riksråd, hövitsman Ägare Vasa gård                                        | Karl Kristiernsson Riksråd, hövitsman Ägare Vasa gård                                        |  |  | Johan Kristiernsson Riddare, riksråd död 1477                                    | Johan Kristiernsson Riddare, riksråd död 1477                                    | Johan Kristiernsson Riddare, riksråd död 1477                                    | Johan Kristiernsson Riddare, riksråd död 1477                                    | Johan Kristiernsson Riddare, riksråd död 1477                                    | Johan Kristiernsson Riddare, riksråd död 1477                                    |  |  | Nils Kristiernsson Riddare, riksråd död barnlös 1464                  | Nils Kristiernsson Riddare, riksråd död barnlös 1464                  | Nils Kristiernsson Riddare, riksråd död barnlös 1464                  | Nils Kristiernsson Riddare, riksråd död barnlös 1464                  | Nils Kristiernsson Riddare, riksråd död barnlös 1464                  | Nils Kristiernsson Riddare, riksråd död barnlös 1464                  |  |  |  |  |  |  |  |  |  |  |  |  |  |  |  |  |  |  |  |  |  |  |  |  |  |  |  |  |  |  |  |  |  |  |
|                                            |                                            |                                            |                                            |                                            |                                            |  |  |                                                                                            |                                                                                            |                                                                                            |                                                                                            |                                                                                            |                                                                                            |  |  | |                                                                                              |                                                                                              |                                                                                              |                                                                                              |                                                                                              |  |  |                                                                                  |                                                                                  |                                                                                  |                                                                                  |                                                                                  |                                                                                  |  |  |                                                                       |                                                                       |                                                                       |                                                                       |                                                                       |                                                                       |  |  |  |  |  |  |  |  |  |  |  |  |  |  |  |  |  |  |  |  |  |  |  |  |  |  |  |  |  |  |  |  |  |  |
| Johan Karlsson Riddare drunknad ogift 1461 | Johan Karlsson Riddare drunknad ogift 1461 | Johan Karlsson Riddare drunknad ogift 1461 | Johan Karlsson Riddare drunknad ogift 1461 | Johan Karlsson Riddare drunknad ogift 1461 | Johan Karlsson Riddare drunknad ogift 1461 |  |  | Erik Karlsson Riksråd, upprorsledare Köpte Vasa gård av Kettil                             | Erik Karlsson Riksråd, upprorsledare Köpte Vasa gård av Kettil                             | Erik Karlsson Riksråd, upprorsledare Köpte Vasa gård av Kettil                             | Erik Karlsson Riksråd, upprorsledare Köpte Vasa gård av Kettil                             | Erik Karlsson Riksråd, upprorsledare Köpte Vasa gård av Kettil                             | Erik Karlsson Riksråd, upprorsledare Köpte Vasa gård av Kettil                             |  |  | Kettil Karlsson Biskop Riksföreståndare Sålde Vasa gård till Erik Dog ogift i pesten Barnlös                    | Kettil Karlsson Biskop Riksföreståndare Sålde Vasa gård till Erik Dog ogift i pesten Barnlös | Kettil Karlsson Biskop Riksföreståndare Sålde Vasa gård till Erik Dog ogift i pesten Barnlös | Kettil Karlsson Biskop Riksföreståndare Sålde Vasa gård till Erik Dog ogift i pesten Barnlös | Kettil Karlsson Biskop Riksföreståndare Sålde Vasa gård till Erik Dog ogift i pesten Barnlös | Kettil Karlsson Biskop Riksföreståndare Sålde Vasa gård till Erik Dog ogift i pesten Barnlös |  |  | Erik Johansson Riddare, riksråd avrättad 1520 i Stockholms blodbad               | Erik Johansson Riddare, riksråd avrättad 1520 i Stockholms blodbad               | Erik Johansson Riddare, riksråd avrättad 1520 i Stockholms blodbad               | Erik Johansson Riddare, riksråd avrättad 1520 i Stockholms blodbad               | Erik Johansson Riddare, riksråd avrättad 1520 i Stockholms blodbad               | Erik Johansson Riddare, riksråd avrättad 1520 i Stockholms blodbad               |  |  | Kristiern Johansson Riksråd död 1494-1497 efterlämnade 1 son 1 dotter | Kristiern Johansson Riksråd död 1494-1497 efterlämnade 1 son 1 dotter | Kristiern Johansson Riksråd död 1494-1497 efterlämnade 1 son 1 dotter | Kristiern Johansson Riksråd död 1494-1497 efterlämnade 1 son 1 dotter | Kristiern Johansson Riksråd död 1494-1497 efterlämnade 1 son 1 dotter | Kristiern Johansson Riksråd död 1494-1497 efterlämnade 1 son 1 dotter |  |  |  |  |  |  |  |  |  |  |  |  |  |  |  |  |  |  |  |  |  |  |  |  |  |  |  |  |  |  |  |  |  |  |
| Johan Karlsson Riddare drunknad ogift 1461 | Johan Karlsson Riddare drunknad ogift 1461 | Johan Karlsson Riddare drunknad ogift 1461 | Johan Karlsson Riddare drunknad ogift 1461 | Johan Karlsson Riddare drunknad ogift 1461 | Johan Karlsson Riddare drunknad ogift 1461 |  |  | Erik Karlsson Riksråd, upprorsledare Köpte Vasa gård av Kettil                             | Erik Karlsson Riksråd, upprorsledare Köpte Vasa gård av Kettil                             | Erik Karlsson Riksråd, upprorsledare Köpte Vasa gård av Kettil                             | Erik Karlsson Riksråd, upprorsledare Köpte Vasa gård av Kettil                             | Erik Karlsson Riksråd, upprorsledare Köpte Vasa gård av Kettil                             | Erik Karlsson Riksråd, upprorsledare Köpte Vasa gård av Kettil                             |  |  | Kettil Karlsson Biskop Riksföreståndare Sålde Vasa gård till Erik Dog ogift i pesten Barnlös                    | Kettil Karlsson Biskop Riksföreståndare Sålde Vasa gård till Erik Dog ogift i pesten Barnlös | Kettil Karlsson Biskop Riksföreståndare Sålde Vasa gård till Erik Dog ogift i pesten Barnlös | Kettil Karlsson Biskop Riksföreståndare Sålde Vasa gård till Erik Dog ogift i pesten Barnlös | Kettil Karlsson Biskop Riksföreståndare Sålde Vasa gård till Erik Dog ogift i pesten Barnlös | Kettil Karlsson Biskop Riksföreståndare Sålde Vasa gård till Erik Dog ogift i pesten Barnlös |  |  | Erik Johansson Riddare, riksråd avrättad 1520 i Stockholms blodbad               | Erik Johansson Riddare, riksråd avrättad 1520 i Stockholms blodbad               | Erik Johansson Riddare, riksråd avrättad 1520 i Stockholms blodbad               | Erik Johansson Riddare, riksråd avrättad 1520 i Stockholms blodbad               | Erik Johansson Riddare, riksråd avrättad 1520 i Stockholms blodbad               | Erik Johansson Riddare, riksråd avrättad 1520 i Stockholms blodbad               |  |  | Kristiern Johansson Riksråd död 1494-1497 efterlämnade 1 son 1 dotter | Kristiern Johansson Riksråd död 1494-1497 efterlämnade 1 son 1 dotter | Kristiern Johansson Riksråd död 1494-1497 efterlämnade 1 son 1 dotter | Kristiern Johansson Riksråd död 1494-1497 efterlämnade 1 son 1 dotter | Kristiern Johansson Riksråd död 1494-1497 efterlämnade 1 son 1 dotter | Kristiern Johansson Riksråd död 1494-1497 efterlämnade 1 son 1 dotter |  |  |  |  |  |  |  |  |  |  |  |  |  |  |  |  |  |  |  |  |  |  |  |  |  |  |  |  |  |  |  |  |  |  |
|                                            |                                            |                                            |                                            |                                            |                                            |  |  | Ebba Eriksdotter gift med Erik Abrahamsson (Leijonhufvud), mor till Margareta Leijonhufvud | Ebba Eriksdotter gift med Erik Abrahamsson (Leijonhufvud), mor till Margareta Leijonhufvud | Ebba Eriksdotter gift med Erik Abrahamsson (Leijonhufvud), mor till Margareta Leijonhufvud | Ebba Eriksdotter gift med Erik Abrahamsson (Leijonhufvud), mor till Margareta Leijonhufvud | Ebba Eriksdotter gift med Erik Abrahamsson (Leijonhufvud), mor till Margareta Leijonhufvud | Ebba Eriksdotter gift med Erik Abrahamsson (Leijonhufvud), mor till Margareta Leijonhufvud |  |  | |                                                                                              |                                                                                              |                                                                                              |                                                                                              |                                                                                              |  |  | Gustav Eriksson Svensk kung 1523                                                 | Gustav Eriksson Svensk kung 1523                                                 | Gustav Eriksson Svensk kung 1523                                                 | Gustav Eriksson Svensk kung 1523                                                 | Gustav Eriksson Svensk kung 1523                                                 | Gustav Eriksson Svensk kung 1523                                                 |  |  | Gustav Kristiernsson dog i ung ålder                                  | Gustav Kristiernsson dog i ung ålder                                  | Gustav Kristiernsson dog i ung ålder                                  | Gustav Kristiernsson dog i ung ålder                                  | Gustav Kristiernsson dog i ung ålder                                  | Gustav Kristiernsson dog i ung ålder                                  |  |  |  |  |  |  |  |  |  |  |  |  |  |  |  |  |  |  |  |  |  |  |  |  |  |  |  |  |  |  |  |  |  |  |

### Det kungliga huset Vasa
Många utelämningar har gjorts i alla led. Svenska regenter i fetstil, polska i kursiv.
|                      |                      |                      |                      |                      |                      |  |  |                   |                   |                   |                   | Katarina av Sachsen-Lauenburg | Katarina av Sachsen-Lauenburg | Katarina av Sachsen-Lauenburg | Katarina av Sachsen-Lauenburg | Katarina av Sachsen-Lauenburg | Katarina av Sachsen-Lauenburg |                      |                      | Gustav I Vasa        | Gustav I Vasa        | Gustav I Vasa    | Gustav I Vasa    | Gustav I Vasa            | Gustav I Vasa            |                          |                          | Margareta Eriksdotter (Leijonhufvud) | Margareta Eriksdotter (Leijonhufvud) | Margareta Eriksdotter (Leijonhufvud) | Margareta Eriksdotter (Leijonhufvud) | Margareta Eriksdotter (Leijonhufvud) | Margareta Eriksdotter (Leijonhufvud) |                 |                 |                 |                 |          |          |                               |                               |                               |                               |                               |                               |  |  |  |  |  |  |  |  |  |  |  |  |  |  |  |  |  |  |  |  |  |  |  |  |  |  |  |  |  |  |  |  |  |  |  |  |
|                      |                      |                      |                      |                      |                      |  |  |                   |                   |                   |                   | Katarina av Sachsen-Lauenburg | Katarina av Sachsen-Lauenburg | Katarina av Sachsen-Lauenburg | Katarina av Sachsen-Lauenburg | Katarina av Sachsen-Lauenburg | Katarina av Sachsen-Lauenburg |                      |                      | Gustav I Vasa        | Gustav I Vasa        | Gustav I Vasa    | Gustav I Vasa    | Gustav I Vasa            | Gustav I Vasa            |                          |                          | Margareta Eriksdotter (Leijonhufvud) | Margareta Eriksdotter (Leijonhufvud) | Margareta Eriksdotter (Leijonhufvud) | Margareta Eriksdotter (Leijonhufvud) | Margareta Eriksdotter (Leijonhufvud) | Margareta Eriksdotter (Leijonhufvud) |                 |                 |                 |                 |          |          |                               |                               |                               |                               |                               |                               |  |  |  |  |  |  |  |  |  |  |  |  |  |  |  |  |  |  |  |  |  |  |  |  |  |  |  |  |  |  |  |  |  |  |  |  |
|                      |                      |                      |                      |                      |                      |  |  |                   |                   |                   |                   |                               |                               |                               |                               |                               |                               |                      |                      |                      |                      |                  |                  |                          |                          |                          |                          |                                      |                                      |                                      |                                      |                                      |                                      |                 |                 |                 |                 |          |          |                               |                               |                               |                               |                               |                               |  |  |  |  |  |  |  |  |  |  |  |  |  |  |  |  |  |  |  |  |  |  |  |  |  |  |  |  |  |  |  |  |  |  |  |  |
|                      |                      |                      |                      |                      |                      |  |  |                   |                   |                   |                   |                               |                               |                               |                               |                               |                               |                      |                      |                      |                      |                  |                  |                          |                          |                          |                          |                                      |                                      |                                      |                                      |                                      |                                      |                 |                 |                 |                 |          |          |                               |                               |                               |                               |                               |                               |  |  |  |  |  |  |  |  |  |  |  |  |  |  |  |  |  |  |  |  |  |  |  |  |  |  |  |  |  |  |  |  |  |  |  |  |
|                      |                      |                      |                      |                      |                      |  |  |                   |                   |                   |                   |                               |                               |                               |                               |                               |                               |                      |                      |                      |                      |                  |                  |                          |                          |                          |                          |                                      |                                      |                                      |                                      |                                      |                                      |                 |                 |                 |                 |          |          |                               |                               |                               |                               |                               |                               |  |  |  |  |  |  |  |  |  |  |  |  |  |  |  |  |  |  |  |  |  |  |  |  |  |  |  |  |  |  |  |  |  |  |  |  |
| Karin Månsdotter     | Karin Månsdotter     | Karin Månsdotter     | Karin Månsdotter     | Karin Månsdotter     | Karin Månsdotter     |  |  | Erik XIV          | Erik XIV          | Erik XIV          | Erik XIV          | Erik XIV                      | Erik XIV                      |                               |                               | Katarina Jagellonica          | Katarina Jagellonica          | Katarina Jagellonica | Katarina Jagellonica | Katarina Jagellonica | Katarina Jagellonica |                  |                  | Johan III                | Johan III                | Johan III                | Johan III                | Johan III                            | Johan III                            |                                      |                                      | Karl IX                              | Karl IX                              | Karl IX         | Karl IX         | Karl IX         | Karl IX         |          |          | Kristina av Holstein-Gottorp  | Kristina av Holstein-Gottorp  | Kristina av Holstein-Gottorp  | Kristina av Holstein-Gottorp  | Kristina av Holstein-Gottorp  | Kristina av Holstein-Gottorp  |  |  |  |  |  |  |  |  |  |  |  |  |  |  |  |  |  |  |  |  |  |  |  |  |  |  |  |  |  |  |  |  |  |  |  |  |
| Karin Månsdotter     | Karin Månsdotter     | Karin Månsdotter     | Karin Månsdotter     | Karin Månsdotter     | Karin Månsdotter     |  |  | Erik XIV          | Erik XIV          | Erik XIV          | Erik XIV          | Erik XIV                      | Erik XIV                      |                               |                               | Katarina Jagellonica          | Katarina Jagellonica          | Katarina Jagellonica | Katarina Jagellonica | Katarina Jagellonica | Katarina Jagellonica |                  |                  | Johan III                | Johan III                | Johan III                | Johan III                | Johan III                            | Johan III                            |                                      |                                      | Karl IX                              | Karl IX                              | Karl IX         | Karl IX         | Karl IX         | Karl IX         |          |          | Kristina av Holstein-Gottorp  | Kristina av Holstein-Gottorp  | Kristina av Holstein-Gottorp  | Kristina av Holstein-Gottorp  | Kristina av Holstein-Gottorp  | Kristina av Holstein-Gottorp  |  |  |  |  |  |  |  |  |  |  |  |  |  |  |  |  |  |  |  |  |  |  |  |  |  |  |  |  |  |  |  |  |  |  |  |  |
|                      |                      |                      |                      |                      |                      |  |  |                   |                   |                   |                   |                               |                               |                               |                               |                               |                               |                      |                      |                      |                      |                  |                  |                          |                          |                          |                          |                                      |                                      |                                      |                                      |                                      |                                      |                 |                 |                 |                 |          |          |                               |                               |                               |                               |                               |                               |  |  |  |  |  |  |  |  |  |  |  |  |  |  |  |  |  |  |  |  |  |  |  |  |  |  |  |  |  |  |  |  |  |  |  |  |
| Gustav Eriksson Vasa | Gustav Eriksson Vasa | Gustav Eriksson Vasa | Gustav Eriksson Vasa | Gustav Eriksson Vasa | Gustav Eriksson Vasa |  |  | Anna av Österrike | Anna av Österrike | Anna av Österrike | Anna av Österrike | Anna av Österrike             | Anna av Österrike             |                               |                               | Sigismund                     | Sigismund                     | Sigismund            | Sigismund            | Sigismund            | Sigismund            |                  |                  | Konstantia av Steiermark | Konstantia av Steiermark | Konstantia av Steiermark | Konstantia av Steiermark | Konstantia av Steiermark             | Konstantia av Steiermark             |                                      |                                      | Gustav II Adolf                      | Gustav II Adolf                      | Gustav II Adolf | Gustav II Adolf | Gustav II Adolf | Gustav II Adolf |          |          | Maria Eleonora av Brandenburg | Maria Eleonora av Brandenburg | Maria Eleonora av Brandenburg | Maria Eleonora av Brandenburg | Maria Eleonora av Brandenburg | Maria Eleonora av Brandenburg |  |  |  |  |  |  |  |  |  |  |  |  |  |  |  |  |  |  |  |  |  |  |  |  |  |  |  |  |  |  |  |  |  |  |  |  |
| Gustav Eriksson Vasa | Gustav Eriksson Vasa | Gustav Eriksson Vasa | Gustav Eriksson Vasa | Gustav Eriksson Vasa | Gustav Eriksson Vasa |  |  | Anna av Österrike | Anna av Österrike | Anna av Österrike | Anna av Österrike | Anna av Österrike             | Anna av Österrike             |                               |                               | Sigismund                     | Sigismund                     | Sigismund            | Sigismund            | Sigismund            | Sigismund            |                  |                  | Konstantia av Steiermark | Konstantia av Steiermark | Konstantia av Steiermark | Konstantia av Steiermark | Konstantia av Steiermark             | Konstantia av Steiermark             |                                      |                                      | Gustav II Adolf                      | Gustav II Adolf                      | Gustav II Adolf | Gustav II Adolf | Gustav II Adolf | Gustav II Adolf |          |          | Maria Eleonora av Brandenburg | Maria Eleonora av Brandenburg | Maria Eleonora av Brandenburg | Maria Eleonora av Brandenburg | Maria Eleonora av Brandenburg | Maria Eleonora av Brandenburg |  |  |  |  |  |  |  |  |  |  |  |  |  |  |  |  |  |  |  |  |  |  |  |  |  |  |  |  |  |  |  |  |  |  |  |  |
|                      |                      |                      |                      |                      |                      |  |  |                   |                   |                   |                   |                               |                               |                               |                               |                               |                               |                      |                      |                      |                      |                  |                  |                          |                          |                          |                          |                                      |                                      |                                      |                                      |                                      |                                      |                 |                 |                 |                 |          |          |                               |                               |                               |                               |                               |                               |  |  |  |  |  |  |  |  |  |  |  |  |  |  |  |  |  |  |  |  |  |  |  |  |  |  |  |  |  |  |  |  |  |  |  |  |
|                      |                      |                      |                      |                      |                      |  |  |                   |                   |                   |                   | Vladislav IV                  | Vladislav IV                  | Vladislav IV                  | Vladislav IV                  | Vladislav IV                  | Vladislav IV                  |                      |                      | Johan II Kasimir     | Johan II Kasimir     | Johan II Kasimir | Johan II Kasimir | Johan II Kasimir         | Johan II Kasimir         |                          |                          |                                      |                                      |                                      |                                      |                                      |                                      |                 |                 | Kristina        | Kristina        | Kristina | Kristina | Kristina                      | Kristina                      |                               |                               |                               |                               |  |  |  |  |  |  |  |  |  |  |  |  |  |  |  |  |  |  |  |  |  |  |  |  |  |  |  |  |  |  |  |  |  |  |  |  |